# Benedetto Bacchini
Cet article comprend des extraits de la Biographie universelle ancienne et moderne de Louis-Gabriel Michaud. Il est possible de supprimer cette indication, si le texte reflète le savoir actuel sur ce thème, si les sources sont citées, s'il satisfait aux exigences linguistiques actuelles et s'il ne contient pas de propos qui vont à l'encontre des règles de neutralité de Wikipédia.
Benedetto Bacchini, né le 31 août 1651 à Fidenza et mort le 1er septembre 1721 à Bologne, est un religieux bénédictin, érudit, et écrivain italien.

## Biographie
Benedetto Bacchini naquit à Fidenza, dans le duché de Parme et Plaisance, le 31 août 1651. Il étudia d’abord à Parme, sous les jésuites, prit ensuite l’habit de St-Benoit, et fît profession en 1668. De nouvelles études le rendirent très-savant dans toutes les parties de la théologie et de l’histoire ecclésiastique. La place qui lui fut donnée, de secrétaire de l’abbé de St Benoît, à Ferrare, lui fournit l’occasion de passer successivement, avec cet abbé, à Venise, à Plaisance, à Pavie et à Parme ; il se lia, dans toutes ces villes, avec les plus célèbres littérateurs. Ce fut aussi alors qu’il se livra avec succès à la prédication ; mais, de retour à Parme, il obtint de quitter la chaire et le secrétariat, pour se donner tout entier a des études littéraires. Il apprit le grec, l’hébreu, et commença, peu de temps après, un journal devenu célèbre sous le titre de Letterati d’Italia. Il ne put cependant se refuser à remplir dans son ordre plusieurs emplois ; mais dans toutes ses fonctions et dans tous ses voyages, il ne perdait aucune occasion d’augmenter ses connaissances et ses relations avec les hommes célèbres dans les lettres. Lorsqu’il était à Modène, le duc le choisit pour son bibliothécaire ; et ce fut Bacchini qui commença à mettre de l’ordre dans les manuscrits de cette nombreuse bibliothèque, où ils avaient été jusqu’alors entassés et confondus. Il mourut à Bologne, le 1er septembre 1721, le lendemain du jour où il avait atteint sa 70e année. Il était de la plupart des académies italiennes, et prenait, dans celle des Arcades, le nom d’Ereno Panormio.

## Œuvres
- Giornale de’ Letterati, 9 vol. in-4°, les cinq premiers à Parme, de 1686 à 1690, les quatre autres à Modène, 1692, 1693, 1696 et 1697. Il entreprit cet ouvrage à la prière et aux frais du P. Gaudenzio Roberti, de l’ordre des carmes, qui, de plus, lui fournissait tous les livres dont il avait besoin. Les sept premiers volumes furent faits ainsi, et ne portent point le nom de l’auteur ; après la mort du P. Roberti, le libraire Capponi, de Modène, se chargea des dépenses du journal, mais il manqua bientôt aux engagements qu’il avait pris, et ce fut ce qui empêcha Bacchini de continuer ce travail.
- De sistrorum Figuris ac Differentia… ob sistri romani effigiem communicatam, Dissertatio, Bologne, 1691, in-4°. Cette dissertation, qui ne fut d’abord tirée qu’à 50 exemplaires, a été réimprimée par Jacobus Tollius, avec des notes et une dissertation nouvelle, Utrecht, 1696, in-4° ; Johann Georg Grævius l’a insérée dans le t. 6 de son Thesaurus Antiquitatum romanarum, p. 407.
- Anonymi Dialogi tres : de Constantia ; de Dignitate tuenda ; de Amore erga rempublicam, Modène, 1691, in-12 : l’auteur n’a point mis son nom à ces trois dialogues ; celui de l’éditeur est Giacomo Cantelli, géographe du duc de Modène. Le P. Bacchini les écrivit pour se consoler, lorsqu’il fut obligé de quitter Parme, en 1690.
- Dell’Istoria del monastero di S. Benedetto di Polirone nello stato di Mantova, libri cinque, Modène, 1696, in-4°. Cette histoire remonte à l’an 1007 ; l’auteur y donne dans le plus grand détail la vie de la célèbre comtesse Mathilde, bienfaitrice de ce monastère, et il finit à l’époque de sa mort, en 1113, la première partie, la seule qu’il ait publiée. Quelques vérités énoncées dans le 1er volume ayant déplu, dit le savant Mazzuchelli (Gli scrittori d’Italia, t. 3, p. 10), à quelques uns de ces hommes qui aiment à n’être pas détrompés, cela empêcha la 2e partie de paraître ; mais elle s’est conservée en manuscrit.
- De ecclesiasticae hierarchiae Originibus Dissertatio, Modène, 1703, in-4°. Dans cette dissertation, remplie de savantes recherches, le P. Bacchini se propose, selon le même savant, de prouver que le gouvernement ecclésiastique fut anciennement réglé sur le modèle du gouvernement civil ; c’est-à-dire qu’on établit les métropoles de l’un dans celles de l’autre ; le P. Niceron l’avait dit le premier, et le témoignage d’un savant aussi exact que Mazzuchelli semblerait confirmer cette opinion. Cependant le système du P. Bacchini y est entièrement contraire. Il réfute, dans son 1er chapitre, ceux qui ont soutenu que les apôtres placèrent les métropoles épiscopales dans les villes qui étaient métropoles du gouvernement civil. Il établit, dans le 2e, que les apôtres, croyant d’abord que c’était aux Hébreux seulement qu’était destinée la prédication de l’Evangile, choisirent les villes d’Orient où se trouvait le plus grand nombre de Juifs pour y placer les principales églises, et que, dans leurs premières institutions, ils conformèrent la juridiction des évêques à celle des sanhédrins judaïques. L’auteur approfondit, dans ces deux chapitres, tout ce qui a rapport aux formes, aux divisions et subdivisions du gouvernement civil des Romain et du gouvernement religieux ou théocratique des Juifs à cette époque. Il y déploie, comme dans le reste de l’ouvrage, une érudition prodigieuse, et conduit par un fil chronologique très-bien suivi, de ce premier temps à celui où le chef des apôtres établit dans Rome le siége principal de la prédication de l’Évangile. De là, il démontre, dans sa 2e partie, que le gouvernement hiérarchique des églises en Italie ne fut non plus réglé sur le gouvernement politique, ni dès le temps de Constantin, ni aux 4e et 5e siècles. Ce système, contraire aux idées le plus généralement reçues, a été fortement combattu ; mais il est tel, et on le trouve très-clairement analysé dans les t. 22 et 23 du Giornale de’ Letterati d’Italia de Venise, 1715 et 1716. Il est singulier que le P. Niceron, qui a tiré de ces deux articles celui qu’il a donné du P. Bacchini, ait pris, au sujet de cet ouvrage, le contrepied de ce que disent les journalistes d’Italie ; et il l’est plus encore que Mazzuchelli, qui ne croit pas ordinairement sur parole, et qui cite dans son article les journalistes d’Italie et Niceron, ait aveuglément suivi ce dernier. Nous nous sommes étendus sur cet article, pour faire voir avec quelle attention et quelle défiance il faut s’appuyer sur lés témoignages les plus authentiques et sur les plus respectables autorités. Le P. Bacchini a laissé plusieurs autres ouvrages imprimés et un très grand nombre qui sont restés inédits. On distingue, parmi les premiers, sa propre vie, écrite en latin, imprimée pour la première fois dans le t. 34 du Giornali de’ Letterati, année 1723, et ensuite avec les Lettere polemiche du même P. Bacchini, contra il signore Giacomo Picenino, etc., Altorf (Milan), 1738.